# Lantan
Lantanul este un element chimic din tabelul periodic, notat cu simbolul La, care are numărul atomic 57.
Lantan a dat denumirea seriei lantanidelor, un grup de 15 elemente asemănătoare, între lantan și lutețiu, care fac parte din seria pământurilor rare. Numele său provine din termenul grecesc „lanthanein”, care înseamnă „a  ascunde”: lantan a rămas mult timp ascuns în oxidul de ceriu.
La temperatura camerei, lantanul este un metal gri argintiu, maleabil, ductil, suficient de moale pentru a fi tăiat. Se oxidează în aer și în apă.

## Proprietăți
Lantanul prezintă două stări de oxidare, +3 și +2, primul fiind mult mai stabil; de exemplu, LaH3 este mai stabil decât LaH2. Lantanul arde la 150 °C pentru a forma oxid de lantan(III):
4 La + 3 O2 → 2 La2O3
Totuși, dacă este expus la aer umed la temperatura camerei, formează oxid hidratat, cu o creștere semnificativă în volum.
Lantanul este ușor electropozitiv și reacționează încet cu apa rece și rapid cu apa fierbinte pentru a forma hidroxidul de lantan:
2 La (s) + 6 H2O (g) → 2 La(OH)3 (aq) + 3 H2 (g)
Metalul reacționează cu toate halogenele. Aceasta este viguroasă dacă are loc la peste 200 °C:
2 La (s) + 3 F2 (g) → 2 LaF3 (s)
2 La (s) + 3 Cl2 (g) → 2 LaCl3 (s)
2 La (s) + 3 Br2 (g) → 2 LaBr3 (s)
2 La (s) + 3 I2 (g) → 2 LaI3 (s)
Lantanul se dizolvă în acid sulfuric diluat pentru a forma soluții ce conțin ioni de La(III), care există sub formă de complexe [La(OH2)9]3+:
2 La(s) + 3 H2SO4 (aq) → 2 La3+(aq) + 3 SO2−
4 (aq) + 3 H2 (g)
Lantanul se combină cu azotul, carbonul, sulful, fosforul, borul, seleniul, siliciul și arsenul la temperaturi ridicate, formând compuși binari.